# 菱田 (芝山町)
菱田（ひしだ）は、千葉県山武郡芝山町の大字。郵便番号は282-0033（成田国際空港内）、289-1602（その他）。

## 地理
芝山町の西部に位置する。
周辺の一鍬田（多古町）、笹飯、間倉、大里、香山新田、木の根（成田市）と隣接する。
成田国際空港と隣接するが、空港開港後も境界線の見直しが行われておらず、第一旅客ターミナル周辺が実際の建物等と一致しないいびつな形状の状態のままとなっている。また、芝山千代田駅の近くには「辺田地区集団移転の碑」も設置されている。

## 歴史
芝山町編入前は千代田村、菱田村に属していた。
空港建設時に三里塚闘争（成田空港問題）が発生し、菱田でも反対運動が起きた。

## 世帯数と人口
2017年（平成29年）4月1日現在の世帯数と人口は以下の通りである。
| 大字 | 世帯数  | 人口  |
| ---- | ------- | ----- |
| 菱田 | 164世帯 | 426人 |

## 小・中学校の学区
町立小・中学校に通う場合、学区は以下の通りとなる。
| 地域 | 小学校             | 中学校             |
| ---- | ------------------ | ------------------ |
| 全域 | 芝山町立菱田小学校 | 芝山町立芝山中学校 |

## 施設

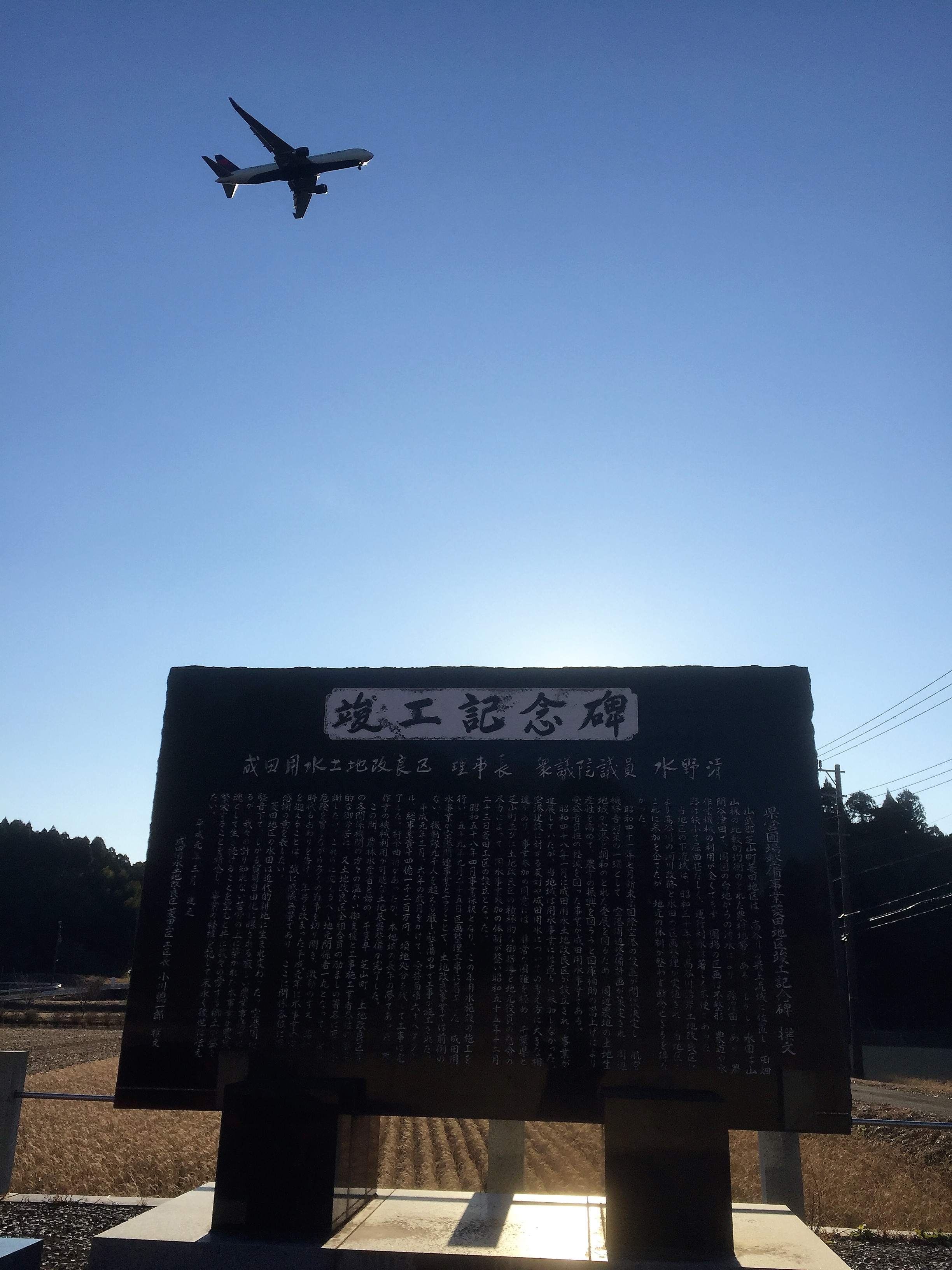
芝山町菱田地区にある成田用水竣工記念碑

- 成田国際空港
- 成田用水
- 芝山町立菱田小学校
- 芝山湧水の里
- キユーピータマゴ成田工場
- 稲荷神社
- 大六天神社
- 薬王寺
- 鹿島神社
- 子安神社
- 御山神社

## 交通

### 道路
- 千葉県道62号成田松尾線（大里方面）

### バス
- ジェイアールバス関東（東関東支店）多古本線 - 八日市場駅～多古台バスターミナル～成田空港～成田駅
  - （五辻（間倉）） - 菱田 - （住母家（大里））